# Ingo Bott
Ingo Bott (Rastatt, 17 de abril de 1983) es un abogado defensor y escritor alemán. Ganó reconocimiento público principalmente en su actuación como abogado defensor de un acusado principal en el juicio de Loveparade. El caso se considera uno de los procesos penales más complejos de la historia de la posguerra alemana y terminó sin un veredicto en 2020.

## Carrera
Bott estudió derecho en la Albert-Ludwigs-Universität de Friburgo, en la Universidad Pablo de Olavide de Sevilla y en la Universidad de Montevideo. Durante sus estudios, trabajó en el Departamento de Filosofía del Derecho de Andreas Voßkuhle y en el Instituto Max Planck de Derecho Penal Extranjero e Internacional. Después trabajó en la Universidad de Passau en la cátedra de Derecho Penal de Werner Beulke. Durante sus estudios, Bott era un trabajador independiente para Kicker Sportmagazin (revista de deportes). También fue traductor del profesor de derecho penal español, Jesús Silva Sánchez (Universidad Pompeu Fabra). Después de su período de prácticas, que completó en Heidelberg y en la Universidad Alemana de Ciencias Administrativas de Speyer, entre otros lugares, fue admitido como abogado en febrero de 2012.
Inicialmente trabajó en Düsseldorf en un bufete de abogados especializado en derecho penal económico y se convirtió en socio allí. En mayo de 2018 Bott fundó "Plan A – Kanzlei für Strafrecht".
Bott tiene formación adicional en derecho europeo e internacional y ha representado al Consejo de Europa en varias ocasiones como experto en derecho penal económico. Es conocido por numerosas publicaciones profesionales. Su tesis doctoral "In dubio pro Straffreiheit – Untersuchungen zum Lebensnotstand" aborda al derecho penal en situaciones extremas. Las tesis jugaron un papel importante en la discusión de la obra de Ferdinand von Schirach "Terror".

## Bott como abogado defensor en el juicio de Loveparade
Como abogado penalista especializado, Bott se hizo cargo durante el proceso de Loveparade la defensa del antiguo jefe del departamento de construcción y planificación de la ciudad de Duisburgo. El procedimiento contra los clientes de Bott terminó el 6 de febrero de 2019, después de 101 días de procedimientos principales, mediante la suspensión sin condiciones. Bott fue una de las cabezas del proceso. En el documental "Die Verhandlung" de Dominik Wessely se representa la perspectiva de la defensa. Se espera que el documental se muestre por primera vez el 15.7.2020 con arte y el 22.07.2020 en ARD. Bott también representa el punto de vista de la defensa en el podcast "Trauma Loveparade – 10 Jahre nach der Katastrophe" de Spotify, que comienzará el 10 de julio del 2020.

## Bott como escritor
Bott publicó su primera novela "Das Recht zu Strafen" (El derecho a castigar) en 2017 con la editorial Grafit. El foco está en el abogado defensor Max Faber. En otoño del 2021 se publicará una nueva serie de novelas criminales por la editorial S. Fischer. 

## Publicaciones (Selección)

### Monografías
- "In dubio pro Straffreiheit? - Untersuchungen zum Lebensnotstand", C.F. Müller, Heidelberg, 2011, ISBN 9783811454255

### Artículos jurídicos en alemán (Selección)
- Der anwaltliche Zeugenbeistand, en: Strafverteidiger Forum, 2018, p. 415 ss.
- Das Wettbewerbsregister in der Praxis: Welchen Einfluss haben Konzernstrukturen auf drohende Eintragungen? en: Strafverteidiger Forum, 2017, p. 490 ss. (con Antonia Barth)
- Grenzen im Kampf um kluge Köpfe – Strafrechtliche Risiken bei der Abwerbung von Mitarbeitern, en: Corporate Compliance Zeitschrift, 2017, p. 125 ss. (con Mayeul Hiéramente)
- Sinn und Unsinn der Strafbarkeit des Dopings – Eine Analyse, en: Kriminalpolitische Zeitschrift, 2016, p. 159 ss. (con Wolfgang Mitsch)
- "Grenzenloser" Geheimnisverrat: Der Auslandsbezug bei § 17 UWG, en: wistra – Zeitschrift für Wirtschafts- und Steuerstrafrecht, 2015, p. 342 ss.
- Ausschluss einer Korruptionsstrafbarkeit durch institutionalisierte Vorabbewilligungen? en: Neue Zeitschrift für Strafrecht, 2015, p. 121 ss. (con Mayeul Hiéramente)
- Stolpersteine bei der Verantwortungsfreizeichnung durch Rechtsrat – Strafrechtliche Risiken für die Verantwortlichen eines Unternehmens bei falscher Compliance-Auskunft, en: Zeitschrift für Risk, Fraud & Compliance, 2012, p. 180 ss. (con Oliver Milde)
- Der Grundsatz "nulla poena sine lege" im Lichte verfassungsgerichtlicher Entscheidungen, en: Zeitschrift für das Juristische Studium, 2010, p. 694 ss. (con Paul Krell)
- Die sogenannten ‚Denkzettelkonstellationen’: Der Rücktritt vom Versuch trotz des Erreichens eines außertatbestandlichen Ziels, en: Jura – Juristische Ausbildung, 2008, p. 753 ss.

### Artículos jurídicos en español (Selección)
- ¿Procesos sensacionalistas o necesidad práctica? – juicios multitudinarios y el principio de publicidad en Alemania y España, en: informaciones 2014, p. 38 ss. (con Sophie Muñoz Glied)
- Las responsabilidades de los escabinos en el sistema acusatorio, en: Revista de Derecho de la Universidad de Montevideo, 2013, Nr. 23, p. 11 ss.
- Teoría del Dolo; Comparación Internacional, en: Revista Criterio Jurídico, Pontificia Universidad Javeriana Cali; Número 7, 2007, p. 403 ss. (con Adela Pilar González)
- Errores en el Derecho Penal; Comparación Internacional, en: Revista del Derecho del Ministerio Público de Venezuela; Número 5, 2006, p. 53 ss.
- Los Errores de Tipo y los problemas correspondientes en Alemania y Uruguay, en: Revista de Derecho de la Universidad de Montevideo; Número 9, 2006, p. 173 ss.

### Ficción
- Das Recht zu strafen. Grafit Verlag, 2017, ISBN 9783894254957, ISBN 3894254955.
- Pirlo – Gegen alle Regeln. FISCHER Scherz 2021, ISBN 9783651001046.
- Pirlo – Falsche Zeugen. FISCHER Scherz 2022, ISBN 978-3-651-00114-5.
- Pirlo – Gefährlicher Freispruch. FISCHER Scherz 2023, ISBN 978-3-651-02506-6.
- Ingo Bott, Arno Strobel: Gegenspieler – Bischoff und Pirlo ermitteln. Fischer 2024, ISBN 978-3-596-71048-5.